# The Bookman (London)

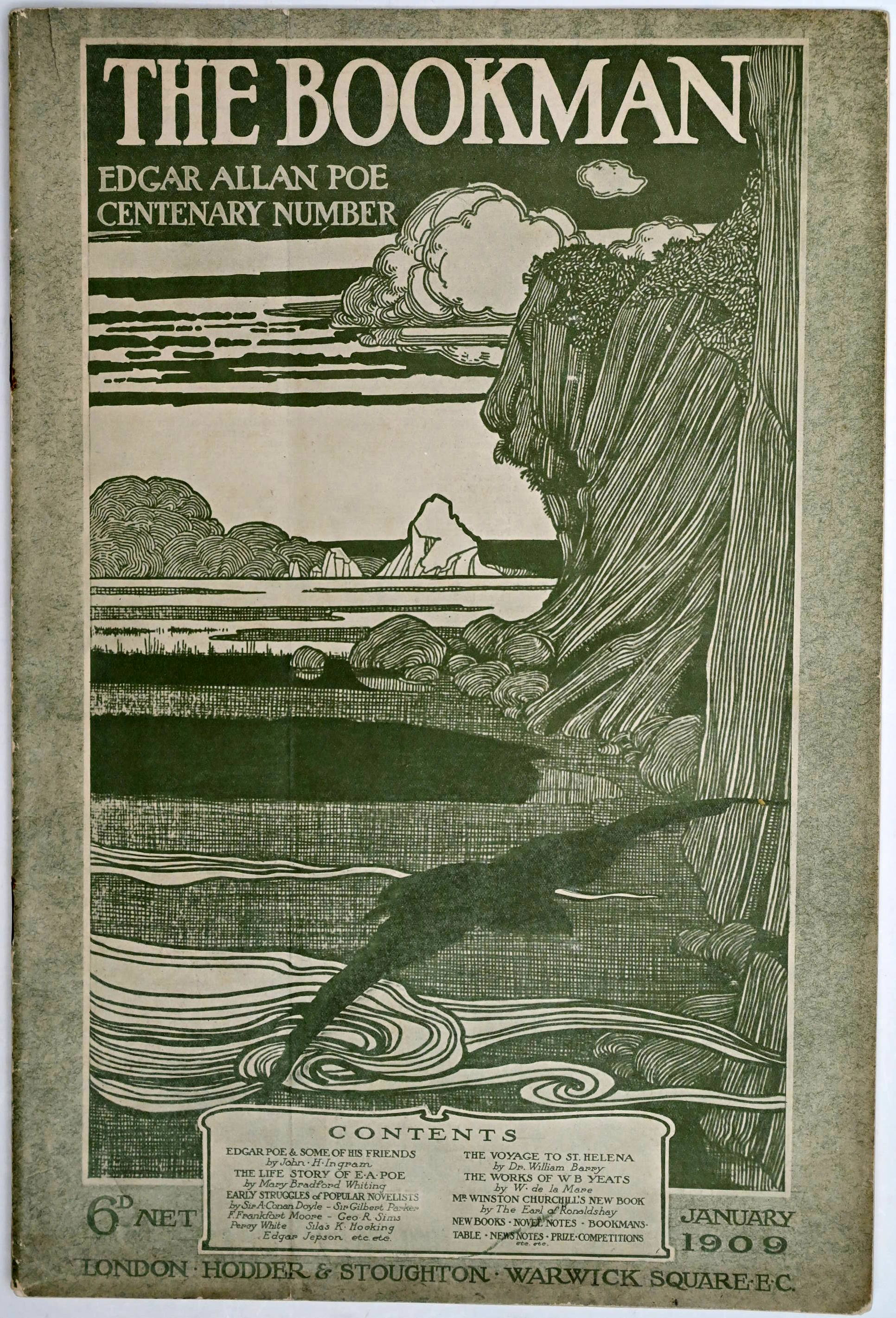
The Bookman, Januar 1909: Edgar Allan Poe Centenial Edition, Titelblatt von William Heath Robinson.

The Bookman  war eine britische Literaturzeitschrift. 
Der Verlag Hodder & Stoughton in London publizierte diese Zeitschrift monatlich zwischen 1891 und 1934. Geplant war ein Instrument als Werbung für die verlagseigenen Publikationen; allein schon durch die Rezensionen  und Essays der verschiedenen Autoren wandelte sich The Bookman aber schon bald zu einer „richtigen“ Literaturzeitschrift. 
Herausgeber waren u. a. William R. Nicoll, Arthur St. John Adcock und Hugh R. Williamson. 
Beiträge schrieben Gertrude Atherton, J. M. Barrie, Samuel Beckett, Walter Pater, Arthur Ransome, Edward Thomas, Guy Thorne, William Butler Yeats u. v. m.